# ФК Еърбъс ЮК Бротън
ФК Еърбъс ЮК Бротън (на английски: Airbus UK Broughton Football Club, Еърбъс Юнайтед Кингдъм Бротън Футбол Клъб; на уелски: Clwb Pêl-droed Airbus UK, Клуб Пеел-дройд Еърбъс ЮК) е уелски футболен клуб, базиран в град Бротън. Основен спонсор на тима е фирмата Еърбъс ЮК, която произвежда самолетни криле за самолетите Еърбъс. Играе мачовете си на стадион Дъ Еърфийлд с капацитет 1600 зрители.

## Успехи
- Купа на Уелс:
  -  Финалист (1): 2015/16

- Национална Лига на Уелс Дивизия 2
  -  Шампион (1): 1991/92

- Национална Лига на Уелс Дивизия 1
  -  Второ място (1): 1995/96

- Национална Лига на Уелс Премиър Дивижън
  -  Шампион (1): 1999/2000

- Къмри Алианс
  -  Шампион (2): 2003/04, 2018/19

- Купа на Къмри Алианс:
  -  Носител (1): 2018/19

- Къмри Премиър:
  -  Второ място (2): 2012 – 13, 2013 – 14

Дебютира в европейските клубни турнири през сезон 2013 – 2014 г. в турнира на Лига Европа.

## Предишни имена
| Години      | Име                                         |
| ----------- | ------------------------------------------- |
| 1946 – 19?? | Викърс-Армстронг Vickers-Armstrong          |
| 19?? – 19?? | де Хавиландс de Havillands                  |
| 19?? – 19?? | Хоукър Сидъли Hawker Siddeley               |
| 19?? – 19?? | Бритиш Еъръспейс British Aerospace          |
| 19?? – 2000 | БАЕ Системс BAE Systems                     |
| 2000 – 2007 | Еърбъс ЮК ФК Airbus UK F.C.                 |
| 2007 –      | Еърбъс ЮК Бротън ФК Airbus UK Broughton F.C |